# Lower Withington
Lower Withington is een civil parish in het bestuurlijke gebied Cheshire East, in het Engelse graafschap Cheshire met 519 inwoners (2011).
Het Jodrell Bank Observatory, waaronder het bezoekerscentrum en het arboretum ligt deels op het grondgebied van de civil parish. De Lovell Telescope zelf ligt evenwel op het grondgebied van het aanpalende Goostrey.
Lower Withington is een klein dorpje, met twee kerken (een in golfplaten, en een in steen), twee pubs, een paar bed & breakfasts en nog enkele kleine handelszaken. Een aantal tradities leven in het dorp, waaronder een jaarlijkse Rose Day Parade met kermis.
De plaats ligt 11 km ten zuidwesten van Macclesfield en 30 km ten zuiden van Manchester.